# İsmet Yamanoğlu
İsmet Yamanoğlu (ur. 1925 w İzmicie) – turecki piłkarz grający na pozycji napastnika. W swojej karierze rozegrał 5 meczów w reprezentacji Turcji.

## Kariera klubowa
Karierę piłkarską Yamanoğlu rozpoczął w klubie Beşiktaş JK ze Stambułu. W 1946 roku zadebiutował w nim w rozgrywkach Istanbul Lig. Grał w nim do 1949 roku. W 1947 roku zdobył z Beşiktaşem Başbakanlık Kupası.
W 1949 roku Yamanoğlu odszedł do klubu Vefa SK. Występował w nim do końca swojej kariery, czyli do 1962 roku.

## Kariera reprezentacyjna
W reprezentacji Turcji Yamanoğlu zadebiutował 10 czerwca 1951 roku w przegranym 1:3 towarzyskim meczu ze Szwecją. Od 1951 do 1953 roku rozegrał w kadrze narodowej 5 meczów.